# Ctenoglypta newtoni
Ctenoglypta newtoni foi uma espécie de gastrópodes da família Euconulidae.
Foi endémica da Maurícia.